# Hida (Sălaj)
Hida é uma comuna romena localizada no distrito de Sălaj, na região histórica da Crișana (parte da Transilvânia). A comuna possui uma área de 92.17 km² e sua população era de 2966 habitantes segundo o censo de 2007.